# دانيال ب. مانيكس
كان دانيال برات مانيكس الرابع (27 أكتوبر عام 1911 - 29 يناير عام 1997) كاتبًا وصحفيًا ومصورًا فوتوغرافيًا وساحرًا ومؤدي عروض ومدرب حيوانات وصانع أفلام أمريكيّ. أشهر أعماله هو كتابه الذي حمل عنوان "أولئك على وشك الموت" الصادر عام 1958 والذي ظل قيد الطباعة والنشر المتواصلين لمدة ثلاثة عقود وأضحى أساسًا لفيلم غلاديايتر للمخرج ريدلي سكوت، ورواية "الثعلب وكلب الصيد" الصادرة عام 1967 التي حوِّلت إلى فيلم رسوم متحركة من إنتاج شركة والت ديزني في عام 1981.

## الطفولة
كان لدى عائلة مانيكس تاريخ طويل من الخدمة في صفوف البحرية الأمريكيَّة. وكان والد مانيكس المدعو دانيال ب. مانيكس الثالث يعمل كضابط في البحرية الأمريكيَّة. كثيرًا ما كانت أمه تنضم إلى زوجها في مهامه في الوقت الذي مكث فيه أطفال آل مانیكس في مزرعة جدهما الكائنة خارج مدينة فيلادلفيا. هنا بدأ مانیكس في تربية مجموعة متنوعة من الحیوانات البرية. ازدادت تكالیف إطعام هذه الحيوانات بمرور الزمن، وهو ما دفعه إلى كتابة مؤلفه الأول تحت عنوان "حديقة حيوان الفناء الخلفي". التحق مانیكس بصفوف الأكادیمیة البحريَّة الأمیركیَّة في عام 1930، ممتثلًا بأحد التقاليد المنوطة بالعائلة. غير أنه غادر الأكاديمية خلال العام التالي لينتقل إلى جامعة بنسيلفانيا وحاز على درجة في الصحافة بدلًا من دراسة علم الحيوان.

## الحیاة الشخصیة
سافر دانيال مانيكس وزوجته جول جانكر حول العالم، وقاموا بتربية الحيوانات الغريبة. ‌ ‌ ‌ ‌ ‌ ‌ ‌ ‌ ‌

## وصلات خارجية
- دانيال ب. مانيكس في قاعدة بيانات الأفلام على الإنترنت